# Homa (mitología)

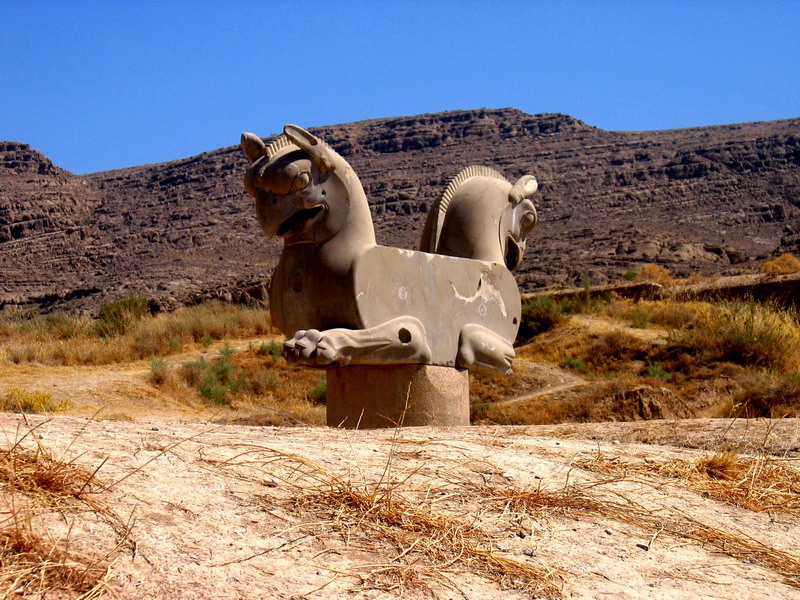
Estatua de un homa con dos cabezas en las ruinas de Persépolis, Irán.

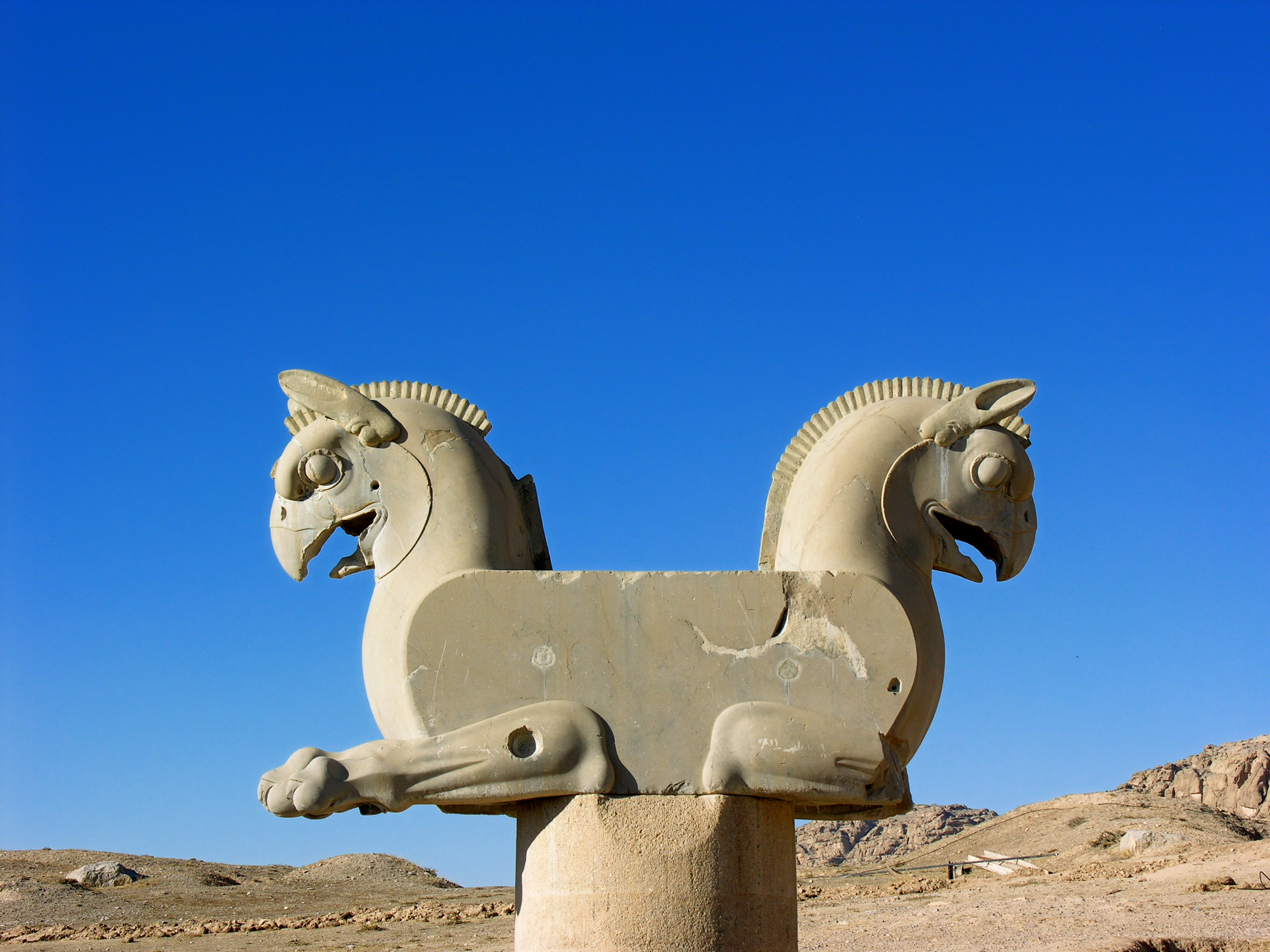
Homa, grifo aqueménida de Persépolis.

Homa ( en idioma persa: هما) es una famosa criatura mitológica iraní y un símbolo en el arte persa. El símbolo tiene una historia muy antigua que se remonta a la época aqueménida. Los símbolos que representan Homa y se asemejan a grifos que se utilizaron en la obra maestra Achaemenid Persepolis en la parte superior de las columnas del palacio. Su aspecto contemporáneo más notable está en el símbolo de la aerolínea nacional de Irán, Iran Air que fue creado a partir de las estatuas originales de Persépolis. Las leyendas iraníes también dicen que en el pasado, los persas usaban el homa para elegir reyes, la cabeza de la persona en la que se paraba el homa se convertía en el rey de Persia. Por consiguiente, las plumas que decoraban los turbantes de los reyes eran plumaje del pájaro Homa. Homa es también un pájaro real de Irán, el quebrantahuesos ( Gypaetus barbatus ) comúnmente referido en persa también por هما.

## Literatura persa
Este pájaro mítico de la literatura persa, vaga en las alturas celestiales y cubre con sus alas a aquellos a quienes puede dispensar sus virtudes. Tiene el lenguaje humano y sirve como mensajero y confidente del héroe que lleva en el aire a largas distancias; le deja algunas de sus plumas curativas. Si el héroe quema una de sus plumas, llama al homa, que regresa a él, incluso desde muy lejos. Es similar al Simurg y al pájaro Ruc también de origen persa, el homa simbolizó la felicidad.
Homâ también es una palabra sánscrita para un rito de purificación interna que termina en el sacrificio mental a la deidad de todas las palabras, pensamientos y acciones.

## Mitos y leyendas

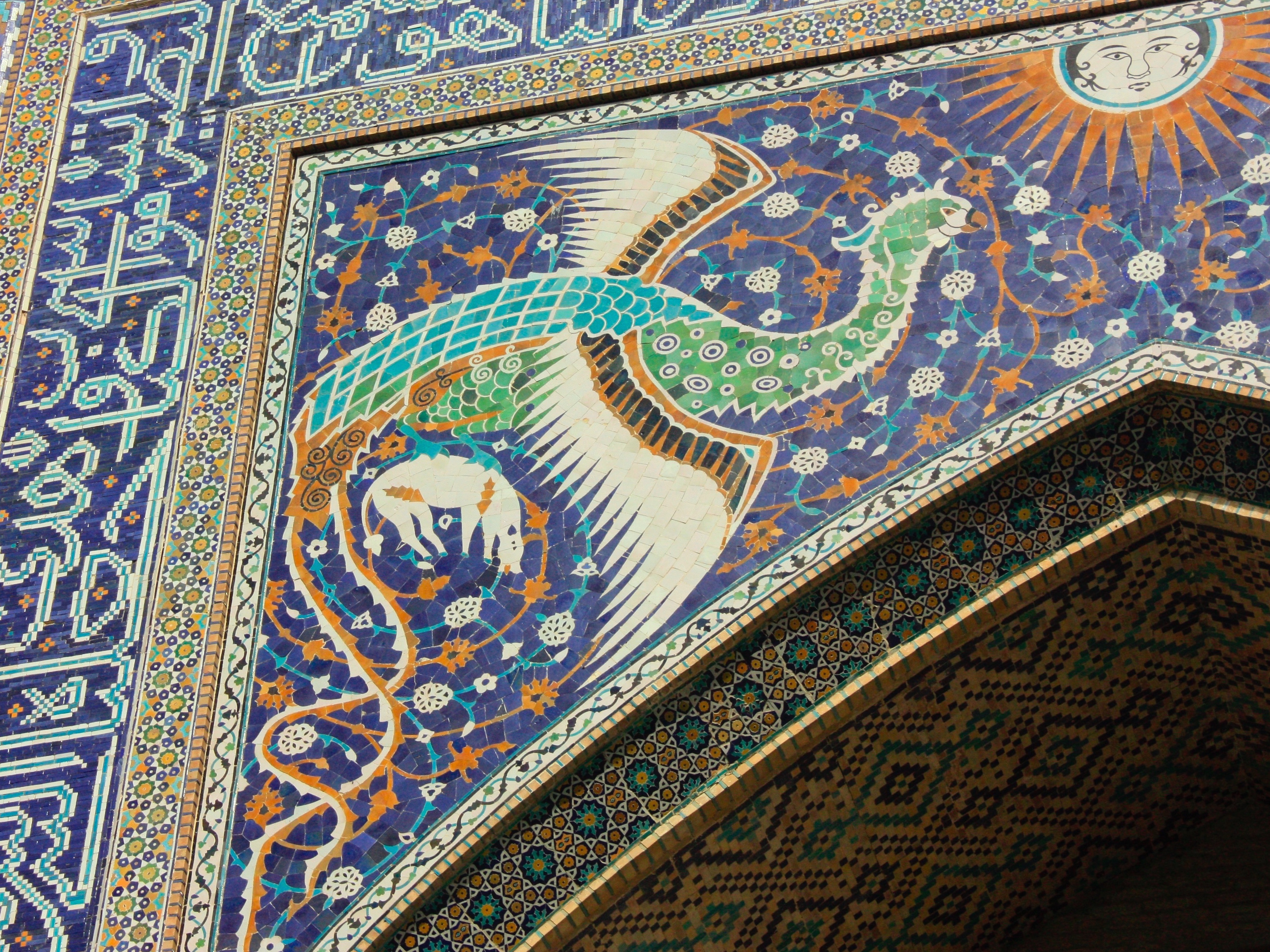
Mosaico del mítico pájaro Homa.

Se dice que el pájaro Homa nunca descansa, viviendo su vida entera volando invisiblemente sobre la tierra y nunca descendiendo hasta el suelo —en algunas leyendas, él no tiene patas—.
El pájaro Homa simboliza la altura inalcanzable en la literatura popular turca. Algunas referencias a la criatura también aparecen en la literatura Sindhi, donde, como en la tradición diwan, la criatura es retratada como una gran fortuna. En el Zafarnama de Guru Gobind Singh, en una carta dirigida al emperador mogol Aurangzeb se refiere al pájaro Homa como un «pájaro poderoso y auspicioso».
El maestro sufi Inayat Khan da la leyenda espiritual le dada: «Su verdadero significado es que cuando los pensamientos de una persona evolucionan con el fin de romper todas las limitaciones, se vuelve como un rey, y la limitación del lenguaje que únicamente puede describir al Altísimo como algo como un rey»

## Legado
Un catálogo del Museo Británico subtitula una fotografía de los capiteles con forma de grifo en Persépolis como «Capitel de columna en forma de grifos (conocidos localmente como 'aves homa')».
Herman Melville alude brevemente al pájaro en Moby-Dick. Al comienzo del capítulo titulado "The Tail", el narrador habla de «el pájaro que nunca se apea». En la serie de literatura Dragonlance nombró al héroe más grande de Krynn, Huma Dragonbane, después del pájaro Homa. 
La canción Homay de 2025 interpretada por Ay Yola está dedicada a la interpretación baskir del pájaro Homa.